# Leptogaster cylindrica
Espèce
Leptogaster cylindrica est une espèce d'insectes diptères brachycères prédateurs de la famille des asilidés (ou mouches à toison).

## Description
Corps long de 11 à 18 mm. Ailes plus courtes que l'abdomen. Fémur des pattes postérieures jaune, ce qui distingue cette espèce de l'espèce proche L. guttiventris (fémurs postérieurs rougeâtres).

## Distribution
Europe: de l'Espagne à la Russie.

## Biologie
Cette espèce fréquente les régions herbeuses, où il prélève des pucerons sur les feuilles (aphidiphage); son vol lent ressemble à celui d'une tipule.